# Amblyseius colimensis
Amblyseius colimensis är en spindeldjursart som beskrevs av Nilda E. Aponte och D. McMurtry 1987. Amblyseius colimensis ingår i släktet Amblyseius och familjen Phytoseiidae. Inga underarter finns listade i Catalogue of Life.